# Setodes samprabhinna
Setodes samprabhinna är en nattsländeart som beskrevs av Schmid 1987. Setodes samprabhinna ingår i släktet Setodes och familjen långhornssländor. Inga underarter finns listade i Catalogue of Life.